# Гней Помпей Колега
Вижте пояснителната страница за други личности с името Гней Помпей.
Гней Помпей Колега (на латински: Gnaeus Pompeius Collega) e политик на Римската империя през 1 век.
През 70 г. е легат на легион в Антиохия в Сирия. През 71 г. е суфектконсул заедно с Квинт Юлий Корд. През 74/75-76 г. е легат legatus Augustus pro praetore в Галация и Кападокия.
Неговият син Секст Помпей Колега е през 93 г. редовен консул.